# Фольварочний Іліодор Онуфрійович
Іліодор Онуфрійович Фольварочний (нар. 18 листопада 1921, село Нападівка, тепер Кременецького району Тернопільської області — жовтень 1980, місто Львів) — український радянський партійний діяч, 1-й секретар Львівського обласного комітету ЛКСМУ, голова Залізничного райвиконкому міста Львова.

## Біографія
Народився в бідній селянській родині. Працював у сільському господарстві.
У 1940 році вступив до комсомолу, брав активну участь у громадсько-політичному житті під час «радянізації» Західної України.
У 1941 році — інструктор Ровенського міського комітету ЛКСМУ.
З липня 1941 по березень 1942 року служив у 65-му окремому залізничному робітничому батальйоні Червоної армії. Учасник німецько-радянської війни.
З 1944 року — інструктор Львівського обласного комітету ЛКСМУ. Навчався в Ровенському вчительському інституті, на 1945—1946 роки був комсомольським організатором (комсоргом) ЦК ВЛКСМ Ровенського вчительського інституту.
Член ВКП(б) з 1946 року.
У 1947 — лютому 1948 року — 1-й секретар Бібрського районного комітету ЛКСМУ Львівської області.
У лютому 1948 — 1950 року — секретар Львівського обласного комітету ЛКСМУ із кадрів.
У 1950 — 13 червня 1955 року — 1-й секретар Львівського обласного комітету ЛКСМУ. Обирався членом бюро ЦК ЛКСМУ.
На 1958—1959 роки — голова виконавчого комітету Залізничної районної ради депутатів трудящих міста Львова.
24 жовтня 1960 — січень 1962 року — секретар Львівського міського комітету КПУ. У січні 1960 року на пленумі Львівського міськкому КПУ знятий з посади «як такий, що не виправдав довір'я». Виключений із членів КПРС за хабарництво.
Подальша доля невідома.
До жовтня 1980 року — завідувач відділу зброї Львівського історичного музею.
Помер на початку жовтня 1980 року в місті Львові.

## Звання
- капітан

## Нагороди
- медаль «За перемогу над Німеччиною у Великій Вітчизняній війні 1941—1945 рр.»